# Фазовое пространство

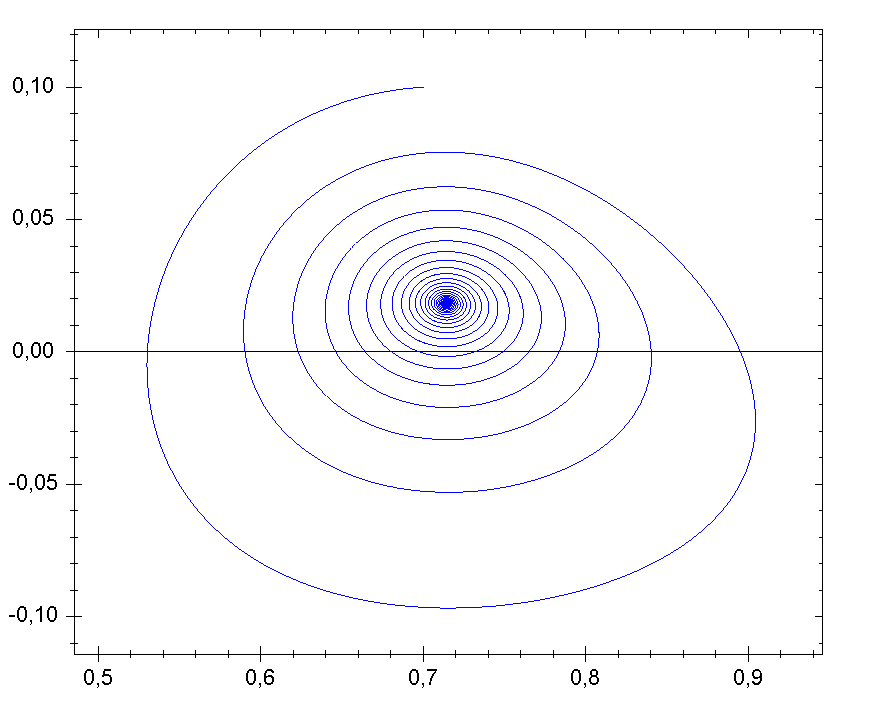
Двумерное фазовое пространство динамической системы (её эволюция имеет вид расходящейся спирали)

Фазовое пространство в математике и физике — пространство, каждая точка которого соответствует одному и только одному состоянию из множества всех возможных состояний системы. Точка пространства, соответствующая состоянию системы, называется фазовой («изображающей» или «представляющей» для пространства). Таким образом, изменению состояний системы, — то есть её динамике — можно сопоставить движение изображающей точки; траекторию этой точки называют фазовой траекторией (она не тождественна действительной траектории движения), а скорость такой изображающей точки называют фазовой скоростью.
Концепция фазового пространства была разработана в конце XIX века Людвигом Больцманом, Анри Пуанкаре и Уиллардом Гиббсом.

## Общие положения
Как правило, выбирают пространства с евклидовой метрикой, используя либо декартову, либо полярную систему координат.
Для систем с одной степенью свободы фазовое пространство вырождается в фазовую плоскость.

### Фазовые траектории
При помощи уравнений траектории в фазовом пространстве (фазовой плоскости) для исследуемой системы строят интегральные кривые, — то есть кривые в фазовом пространстве такие, что в каждой их точке касательная имеет наклон, задаваемый уравнением траектории. Геометрическое построение интегральных кривых называют «качественным интегрированием уравнений».
Понятия «интегральная кривая» и «фазовая траектория» в общем случае следует различать, «так как может случиться, что одна интегральная кривая состоит не из одной, а сразу из нескольких фазовых траекторий».
Картину кривых в фазовом пространстве (на фазовой плоскости) можно описать:
- либо одним уравнением — в координатной форме, то есть при помощи уравнений, которые не содержат времени, — и изучать с его помощью интегральные кривые,
- либо описывать системой уравнений в параметрической форме, — где независимая переменная {\displaystyle t}, время, выполняет роль параметра — и изучать фазовые траектории.[4]

Необходимость различения этих двух способов изображения одного и того же семейства кривых можно продемонстрировать на примере простейшей консервативной системы, описываемой уравнением {\displaystyle {\ddot {x}}=f(x)}: в этом случае для особой точки условия теоремы Коши окажутся нарушенными при рассмотрении координатного уравнения, но будут выполнены для уравнения, записанного в параметрической форме.
Целой фазовой траекторией называют ту кривую в фазовом пространстве, которую описывает изображающая точка за всё время своего движения (от {\displaystyle t=-\infty } до {\displaystyle t=+\infty }).

### Фазовый портрет
Фазовый портрет исследуемой системы — это совокупность фазовых траекторий для всевозможных начальных условий. Его можно рассматривать как интегральное многообразие.
Поскольку при изучении поведения системы интересуются прежде всего стационарными движениями в системе, то фазовый портрет можно также рассматривать как разбиение фазового пространства на области притяжения стационарных решений.
Классификацию характера особых точек системы уравнений можно провести на основании особенностей фазового портрета, поскольку как минимум для некоторых систем каждая особая точка системы дифференциальных уравнений является также и особой точкой в смысле, употребляемом в дифференциальной геометрии.
Ф.п. обычно как-то деформируется при изменении параметров системы. Качественному изменению ф.п. соответствует исчезновение существующих и рождение новых стационарных решений, — и такое изменение ф.п. называют бифуркационной ситуацией.
Для удобства, изучение фазового портрета системы разделяют на исследование характера движений системы:
- вблизи состояний равновесия,
- на всей фазовой плоскости.

При изучении фазового портрета интересует прежде всего общая топологическая картина движений на фазовой плоскости.

### Фазовая скорость
Фазовая скорость — скорость изменения состояния системы; она соответствует скорости движения изображающей точки в фазовом пространстве.
Для вычисления величины фазовой скорости вводят понятие «фазовый радиус-вектор», как это делается в классической механике.
К примеру, для простейшей консервативной системы, описываемой уравнением {\displaystyle {\ddot {x}}=f(x)}, скорость изображающей точки вычисляется как:
{\displaystyle \mathbf {v} =\mathbf {i} y+\mathbf {j} f(x)}
и будет всюду определена однозначно, и обращается в ноль только в особой точке. Модуль фазовой скорости в этом случае будет вычисляться как:
{\displaystyle v={\frac {ds}{dt}}={\sqrt {\left({\frac {dx}{dt}}\right)^{2}+\left({\frac {dy}{dt}}\right)^{2}}}={\sqrt {y^{2}+\left[f(x)\right]^{2}}}},
где:
{\displaystyle {\frac {dx}{dt}}=y} и {\displaystyle {\frac {dy}{dt}}=f(x)}.
Вычисление фазовой скоростью даёт возможность более точно прослеживать изменения в системе. Так, к примеру, в случае бифуркации седло—узел можно обнаружить область состояний системы, в которой происходит значительное уменьшение модуля фазовой скорости.

## Особенности систем разного типа

### Механические системы
В классической механике фазовыми пространствами служат гладкие многообразия. В случае механических систем это пространство чётной размерности, координатами в котором являются обычные пространственные координаты (или обобщённые координаты) частиц системы и их импульсы (или обобщённые импульсы). Кроме того, в механике движение изображающей точки определяется сравнительно простыми уравнениями Гамильтона, анализ которых позволяет делать заключения о поведении сложных механических систем.
Например, фазовое пространство для системы, состоящей из одной свободной материальной точки, имеет 6 измерений, три из которых — это три обычные координаты, а ещё три — это компоненты импульса. Соответственно, фазовое пространство для системы из двух свободных материальных точек будет содержать 12 измерений и т. д.

### Термодинамика и статистическая механика
В термодинамике и статистической механике термин «фазовое пространство» имеет два значения: 1) он используется в том же смысле, что и в классической механике; 2) он может также относиться к пространству, которое параметризуется макроскопическими состояниями системы, такими как давление, температура и т. д.

### Динамические системы
В теории динамических систем и теории дифференциальных уравнений фазовое пространство является более общим понятием. 

### Случай нескольких систем
Если взять в рассмотрение несколько одинаковых систем, надо задать несколько точек в фазовом пространстве. Совокупность таких систем называют статистическим ансамблем. 

## Примеры
Понятие фазового пространства широко используется в разных областях физики. Весьма полезным оно оказалось для изучения феноменов бифуркационной памяти.

### Гармонический осциллятор
Простейшая автономная колебательная система получила название «гармонический осциллятор»; её динамика описывается линейным дифференциальным уравнением вида:
{\displaystyle {\ddot {x}}+\omega _{0}^{2}x=0.}
Такая система совершает периодические синусоидальные (гармонические) движения; колебательное движение не возникает лишь в случае {\displaystyle x_{0}=0} и {\displaystyle {\dot {x}}_{0}=0}, то есть когда осциллятор в начальный момент находится в состоянии равновесия — в этом случае он продолжает и дальше в нём оставаться. Координатное уравнение фазовой траектории такой системы задаёт интегральные кривые в виде семейства подобных (с постоянным соотношением осей) эллипсов, причём через каждую точку ф.п. проходит один и только один эллипс. Указанное состояние равновесия является особой точкой этой системы, — а именно центром.

### Квантовый осциллятор
Фазовое пространство состояний квантового осциллятора позволяет описать квантовый шум усилителя в терминах неопределённостей эрмитовой и анти-эрмитовой компонент поля; при этом не требуется предположение о линейности преобразования фазового пространства, осуществляемого усилителем. Производные передаточной функции усилителя определяют ограничение снизу на уровень квантового шума. Грубо говоря, чем более сложным является преобразование, тем больше квантовый шум.
Фазовое пространство позволяет построить единый формализм для классической и квантовой механики. Оператор эволюции формулируется в терминах скобки Пуассона; в квантовом случае эта скобка является обычным коммутатором. При этом классическая и квантовая механика строятся на одних и тех же аксиомах; они формулируются в терминах, которые имеют смысл как в классической, так и в квантовой механике.

### Теория хаоса
Классическими примерами фазовых диаграмм из теории хаоса являются:
- Аттрактор Лоренца
- Рост населения (то есть логистическое отображение)
- Параметрическая плоскость комплексных квадратичных многочленов[англ.] с множеством Мандельброта.

### Оптика
Фазовое пространство широко используется в неизображающей оптике, — ответвление оптики, посвящённое освещению и солнечным батареям. Это также важное понятие в гамильтоновой оптике.